# فرایند لوبلان

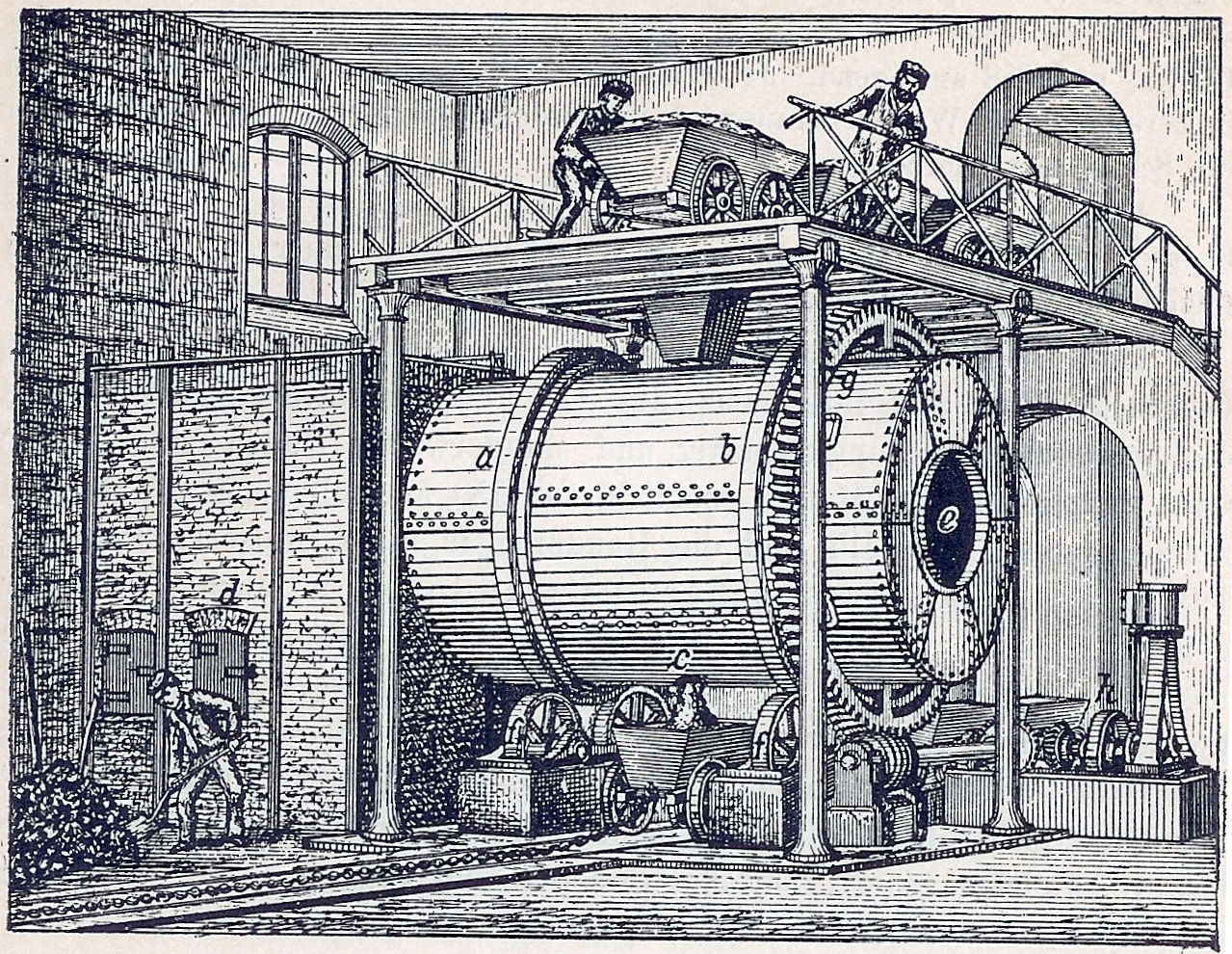
نقاشی از فرایند لوبلان

فرایند لوبلان (انگلیسی: Leblanc process) یک فرایند صنعتی اولیه برای تولید کربنات سدیم است که در قرن نوزدهم توسط نیکلاس لوبلان اختراع شد. این فرایند از دو مرحله تشکیل می‌شد، که شامل تولید سولفات سدیم از کلرید سدیم و واکنش سولفات سدیم با ذغال سنگ و کربنات کلسیم با هدف تولید کربنات سدیم بود. فرایند لوبلان به تدریج پس از توسعه فرایند سلوی، منسوخ شد.